# قلعه کهرود
قلعه کهرود یکی از قدیمی‌ترین قلعه‌های استان مازندران می‌باشد. این قلعه در روستای کهرود از توابع بخش لاریجان شهرستان آمل قرار دارد. میر ظهیرالدین مرعشی در کتاب تاریخ طبرستان می‌نویسد: این دژ پایتخت تابستانی بسیاری از پادشاهان مازندران و از نواحی آباد و پر جمعیت و مرکز تجارت و بازرگانی منطقه بشمار می‌آمد.
رابینو می‌نویسد: منوچهر مرزبان لاریجان قلعه کهرود را که بعدها به کارو معروف شد چنان آباد کرده بود که در هر رشته صنفی و تجارت افرادی از هندوستان، مصر و سوریه به آنجا آمده و اقامت گزیده بودند.

## در گذر تاریخ
در سال ۷۸۵ هجری قمری که حکومت رستمدار به دست سید فخرالدین مرعشی، پسر میر بزرگ، منقرض گردید این قلعه تحت حکومت سادات مرعشی قرار گرفت. قلعه کهرود تا دوران حکومت صفویان باقی بود و زمانی که صفویان حکومت‌های ملوک‌الطوایفی را برانداختند این قلعه را مانند سایر قلعه‌های طبرستان ویران کردند. امروزه تنها خرابه‌هایی از قلعه کهرود بر بالای کوه‌های منطقه باقی مانده‌است.